# Sougou
Sougou est une commune rurale située dans le département de Guiba de la province du Zoundwéogo dans la région Centre-Sud au Burkina Faso.

## Géographie
Sougou est localisé à environ 14 km au sud Guiba et à 6 km au sud-ouest du centre de Manga et de la route nationale 29.

## Économie
L'économie de la ville est très liée aux échanges marchands avec les villages et villes alentour grâce à son marché local.

## Santé et éducation
Sougou accueille un centre de santé et de promotion sociale (CSPS) tandis que le centre médical (CMA) le plus proche se trouve à Manga.